# Умовне паливо
Умо́вне па́ливо — одиниця обліку органічного палива, яка використовується для зіставлення ефективності різних видів палива та їхнього сумарного обліку.

## Загальний опис
- 1) Розрахункова одиниця теплової цінності палива, прийнята для зручності зіставлення різних видів палива. За одиницю У. п. прийняте паливо, теплота згоряння якого дорівнює 29,3 МДж/кг або 7000 ккал/кг. Для газоподібних видів палива теплоту згоряння відносять до одиниці об'єму. Для перерахунку натурального палива в умовне застосовують калорійний еквівалент Ек, величина якого визначається відношенням нижчої теплоти згоряння конкретного робочого палива (Q1r  до теплоти згоряння умовного палива Ек = Q1r/29,3. Переведення натурального палива в умовне проводиться множенням кількості натурального палива на калорійний еквівалент Ву = Вн• Ек де Ву і Вн — кількості умовного і натурального палива. Вища зольність і вологість палив зменшує величину калорійного еквівалента. Значення калорійного еквівалента приймають в середньому: для нафти 1,4; природного газу 1,2; торфу 0,4; коксу 0,93. Поняття У. п. застосовується при плануванні та аналізі теплоенергетичних процесів для зручності зіставлення різних видів палива.
- 2) Паливо, теплотворна здатність якого відповідає теплотворній здатності високоякісного кам'яного вугілля. Поняття У. п. дає можливість порівнювати різні види палив, виходячи з їх основної властивості — теплотворної здатності. Для переведення натуральної кількості даного виду палива в умовне паливо, визначається перевідний коефіцієнт, який дорівнює теплотворній здатності даного виду палива. Натуральне паливо в умовне перераховується при визначенні запасів паливних ресурсів, при складанні паливного та паливно-енергетичного балансів. Теплотворна здатність нафти і газу різних районів і родовищ суттєво відрізняється, тому при проведенні більш детальних розрахунків у районному розрізі, необхідно розраховувати для кожного виду нафти чи газу свій перевідний коефіцієнт. Аналогічно належить зробити і по відношенню до інших видів палива.
- 3) Умовний еталон палива з теплотою згоряння 29400 кДж/г, з яким зіставляють різні конкретні види палива для оцінки їх теплотехнічних цінностей.

## Одиниці вимірювання
За одиницю умовного палива використовується паливо з питомою теплотою згоряння7000 ккал/кг. У нафтогазовій геології для підрахунку запасів родовища в умовному паливі прийнято 1 млрд м3 природного газу переводити в 1 млн т умовного палива.
Міжнародне енергетичне агентство (IEA) за одиницю умовного палива прийняло тонну нафтового еквівалента (англ. Tonne of oil equivalent), що зазвичай позначається абревіатурою TOE (англ. Tonne of oil equivalent). Одна тонна нафтового еквівалента становить 41,868 ГДж або 11,63 МВт·год. Застосовують також одиницю — барель нафтового еквівалента (BOE): 1 toe = 7,11, 7,33 або 7,4 boe.
У деяких країнах застосовують інші одиниці умовного палива. У Франції за умовне паливо прийняте паливо, яке має або нижчу теплоту згоряння 27,3 МДж/кг (6500 ккал/кг), або вищу теплоту згоряння 28,3 МДж/кг (6750 ккал/кг). У США та Великій Британії за одиницю умовного палива беруть одиницю, яка дорівнює 1018 британським тепловим одиницям (36 млрд т умовного палива).